# Modern Jazz Quartet
The Modern Jazz Quartet grundades 1952 av Milt Jackson (vibrafon), John Lewis (piano, musical director), Percy Heath (bas), och Kenny Clarke (trummor). Connie Kay ersatte Clarke 1955.  Gruppen  kallas även Milt Jackson Quartet eller bara MJQ. Med några  avbrott  var den aktiv till 1993. I Europa fick MJQ sitt definitiva genombrott efter en turné 1960, som resulterade i albumet European Concert.

## Musikstil
MJQ har spelat inom olika stilriktningar inom jazz, bland annat bebop och swing. MJQ har i många fall uppträtt med klassiska orkestrar och har experimenterat  med att blanda blues och fuga. Det speciella med MJQ:s sätt att spela var att varje  individuell musiker kunde improvisera  med en  spännande virtuositet, men tillsammans fungerade gruppen efter en kylig barock kontrapunktik. Dess avstickande musikstil och utseende (svarta kavajer och vitrandiga byxor) fick den att framstå som populärt kontrastnummer i så kallade ”jazz-paketkoncerter”.